# Майлуу-Суу (река)
Майлуу-Суу (Майлису, в верховье Керей) — река в Ноокенском районе Джалал-Абадской области Кыргызстана. Длина 87 км, площадь бассейна 748 км². Среднегодовой расход 9,7 м³/с, период половодья наступает в апреле-мае с максимальным расходом 108 м³/с, минимум наблюдается в январе-феврале 5-6 м³/с. Питание ледниково-снеговое. В верховьях реки на высоте более 4000 метров имеется 9 ледников общей площадью 3,2 км².
Крупные притоки: Даван-сай, Мама-Сай, Когой-суу, Кайрагач, Бедре-Сай (справа), Семендик и Сары-Бээ (слева).
Река берёт начало на западных и северо-западных склонах Бабаш-Атинского хребта, а также на юго-западных склонах отрога Ферганского хребта на высоте 4000-4427 метров. Исток начинается слиянием двух небольших речек Чон Керей и Керей, после чего впадает в озеро Кутманкуль, туда же впадает еще одна небольшая речка Кабыркуль, но вытекает она путём просачивания через плотину озера и впадает в другое небольшое озеро где уже вытекает поверхностным стоком, чуть ниже со склонов Бабаш-Атинского хребта принимает небольшой приток Музтор, и справа сливаясь с рекой Кыз-Курган образует реку Сере-Суу и течёт в западном направлении, где принимает правые притоки Мама-Сай и самый крупный приток — Даван-Сай. Чуть ниже по течению принимает левый приток Семендик. Далее река течёт через узкое ущелье на запад, затем поворачивает на юг и выходит на северную окраину города Майлуу-Суу, где принимает еще несколько притоков: Когой-Суу, Сары-Бээ и Кайрагач. Ещё ниже по течению, принимая последний приток Бедре-Сай и пересекая одноимённый город, выходит на Ферганскую долину, где впадает в реку Тентяксай.